# Poço Branco (ort)
Poço Branco är en ort i Brasilien.   Den ligger i kommunen Poço Branco och delstaten Rio Grande do Norte, i den östra delen av landet, 1 800 km nordost om huvudstaden Brasília. Poço Branco ligger 87 meter över havet och antalet invånare är 7 112.
Terrängen runt Poço Branco är platt, och sluttar österut. Närmaste större samhälle är João Câmara, 19,8 km nordväst om Poço Branco.
Omgivningarna runt Poço Branco är huvudsakligen savann. Runt Poço Branco är det ganska glesbefolkat, med 48 invånare per kvadratkilometer.